# Amedeo De Cia
Amedeo De Cia (Gerace Marina, 23 dicembre 1883 – Milano, 7 aprile 1971) è stato un generale italiano.
Pluridecorato ufficiale del Regio Esercito, prese parte alla Guerra italo-turca, ed alla prima guerra mondiale. Durante il corso della seconda guerra mondiale si distinse nelle operazioni sul fronte occidentale, e poi durante la campagna di Grecia al comando della 5ª Divisione alpina "Pusteria", dove criticò aspramente la condotta della operazioni da parte dell'Alto Comando italiano, tanto da venire sostituito . Dopo la firma dell'armistizio dell'8 settembre 1943 aderì alla Repubblica Sociale Italiana, ricoprendo l'incarico di Ispettore delle Truppe Alpine dell'Esercito Nazionale Repubblicano. Decorato con la Croce di Cavaliere dell'Ordine Militare di Savoia, quattro Medaglie d'argento e due di bronzo al valor militare, e la Croce di Commendatore dell'Ordine della Corona d'Italia.

## Biografia
Nacque a Gerace Marina il 23 dicembre 1883, oggi Locri (Reggio Calabria), figlio di Giovanni, un ispettore amministrativo del Regno di Sardegna e della nobile Elvira Palermo dei Principi di Santa Margherita.  Nel 1898 la sua famiglia si trasferì a Genova al seguito del capofamiglia, e lì completò gli studi liceali iscrivendosi alla facoltà di ingegneria della locale Università. In seguito alla morte della madre abbandonò gli studi per intraprendere la carriera militare. Entrato alla Regia Accademia Militare di Modena, ne uscì con il grado di sottotenente di fanteria nel 1905. Dopo aver frequentato la Scuola di applicazione a Parma, nel 1907 entrò in servizio presso il 76º Reggimento fanteria della Brigata "Napoli" di stanza a Genova. Nel 1909 venne assegnato al Battaglione "Ivrea" del 4º Reggimento alpini.
Con lo scoppio della guerra italo-turca, avvenuto il 29 settembre 1911, partì per la Libia come comandante di plotone della 40ª Compagnia. Si distinse particolarmente a Derna, durante la difesa della Ridotta "Lombardia", avvenuta il 3 marzo 1912, e per il valore dimostrato durante il combattimento fu insignito della Medaglia di bronzo al valor militare.  Rientrato in Patria fu promosso al grado di capitano, e nel 1914 venne assegnato quale comandante di compagnia all'89º Reggimento fanteria "Salerno".

### Prima guerra mondiale
Con l'entrata in guerra del Regno d'Italia, il 24 maggio 1915, il suo reggimento partì per la zona di operazioni, raggiungendo l'alta valle dell'Isonzo. Il 4 giugno egli si distinse durante l'attacco al crinale del Monte Mrzli- Monte Sleme, meritandosi una seconda Medaglia di bronzo al valor militare. Il successivo 15 giugno ritornò a prestare servizio nel Corpo degli alpini, assumendo il comando dell'11ª Compagnia del Battaglione "Mondovì", temporaneamente distaccata presso il Battaglione "Val Ellero". Durante l'attacco per la conquista del Monte Kucla rimase gravemente ferito quando un proiettile gli trapassò il petto. La ferita lo costrinse a un lungo periodo di ricovero in ospedale. 
Rientrò in servizio nel marzo 1916, al comando della 118ª Compagnia del Battaglione alpino "Monte Clapier", impegnato in Val Fella. Nel mese di maggio il battaglione, schierato sull'altipiano di Tonezza a nord di Arsiero, prese parte ai combattimenti per arrestare l'offensiva austro-ungarica lanciata dal generale Conrad von Hötzendorf sul fronte della 1ª Armata della generale Roberto Brusati. 
La sua unità combatte ininterrottamente per oltre due mesi, da maggio a luglio, prima arretrando, e poi attestandosi sull'ultima linea di resistenza sul ciglione che sovrasta la Val d'Astico. A partire dal mese di luglio partecipò ai contrattacchi che portano alla riconquista di parte del territorio perduto. Durante questo periodo fu insignito di due Medaglie d'argento al valor militare, ed è citato all'Ordine del giorno dell'Armata francese per il suo valoroso comportamento nelle predette tre fasi del ciclo operativo. Nell'aprile 1917, promosso al grado di maggiore poco prima dell'inizio della battaglia dell'Ortigara, assume il comando del Battaglione alpini "Bassano", ma una grave distorsione alla caviglia lo costrinse subito a cedere il comando. Dopo il tragico esito dell'attacco contribuì a ricostituire il Battaglione "Bassano" riportandolo al fronte a Cima Saette, sull'altipiano dei Sette Comuni. Dopo la sconfitta di Caporetto il suo reparto si batte sul caposaldo del Sisemol, alle Melette, in Val Sasso, contribuendo ad arrestare l'offensiva austro-tedesca. Nel gennaio 1918 partecipò ad un'azione offensiva sull'altopiano di Asiago che fu coronata da successo con la conquista del Col d'Echele, e che gli valse la concessione di una terza Medaglia d'argento al valor militare. 
Dopo un periodo di riposo nelle retrovie tra la zona di Vicenza e Mussolente, nel mese di giugno il suo battaglione partecipò alla battaglia del Solstizio schierato sul Monte Grappa, e nel mese di ottobre all'offensiva finale che porterà alla sconfitta dell'Impero austro-ungarico. Il 27 ottobre 1918 il suo battaglione, insieme ad uno francese attraversano per primi il Piave a Pederobba, costituendo una testa di ponte oltre il fiume. A causa della distruzione di una passerella, i due reparti rimasero isolati per due giorni resistendo ai contrattacchi nemici fino al sopraggiungere dei rinforzi. L'attacco riprese il giorno 30, e dopo un accanito combattimento a Settolo, entrò alla testa dei suoi uomini a Valdobbiadene. Per questa azione viene decorato con la concessione della Croce di Cavaliere dell'Ordine Militare di Savoia.
Al termine delle ostilità il suo battaglione fu inquadrato nel 9º Reggimento alpini di stanza a Gorizia, e nel 1920 venne dislocato nella Valle del Timavo. Nel 1921 si sposò con la signorina Afra Ferrari, e nel 1926 è promosso al grado di tenente colonnello, comandando in successione il Battaglione alpino "Feltre" e nel 1929 il Battaglione alpino "Borgo San Dalmazzo". Nel 1932 divenne colonnello, assumendo il comando del 55º Reggimento fanteria della Brigata "Marche" di stanza a Treviso, e nel 1935 assume il comando del Distretto Militare di Bolzano e poi della Scuola Allievi Ufficiali e Sottufficiali degli Alpini e dei Bersaglieri a Bassano del Grappa. Nell'agosto 1938 viene promosso al grado di generale di brigata, ed assume il comando della 5ª Divisione alpina "Pusteria", con Quartier generale a Brunico.

### Seconda guerra mondiale
Alla testa della sua Divisione, nel giugno del 1940 prende parte alle operazioni sul fronte occidentale nella zona del Colle della Maddalena. Dopo l'armistizio con la Francia, il 28 ottobre l'Italia attaccò la Grecia partendo dall'Albania. Le operazioni belliche, inizialmente facili, subirono una brusca battuta d'arresto quando l'esercito greco passò decisamente alla controffensiva. Con il precipitare della situazione la Divisione "Pusteria" venne mandata in tutta fretta sul fronte albanese, per essere schierata sulla sinistra della 3ª Divisione alpina "Julia" a sbarramento della Valle dell'Osum. Nel mese di dicembre la disperata resistenza delle truppe italiane arrestò la controffensiva greca mirante a raggiungere l'obbiettivo di conquistare Valona e ricacciare gli italiani in mare. Nel mese di gennaio 1941 l'offensiva greca si arrestò momentaneamente, ed egli attaccò violentemente la condotta delle operazioni affermando che non era più disposto a sacrificare un solo alpino ed un solo mulo in quella dissennata operazione. A causa di questo fatto fu immediatamente sollevato dal comando, anche se fu promosso al grado di generale di divisione, e la sostituzione con il generale Giovanni Esposito fu fatta passare per un normale avvicendamento. Di lì a pochi giorni, il 25 gennaio 1941, dovette assumere il comando di una Grande Unità in maniera rocambolesca, quando un mulo precipitò da una scarpata su un camion comando della 58ª Divisione fanteria "Legnano" appena giunta in Albania, centrando il comandante, rompendogli una gamba, ed imponendone la sostituzione. Schierata a cavallo del fiume Vojussa nella zona di ponte Dragoti a difesa di Tepelenë, la Divisione  "Legnano" resistette all'ultima offensiva greca, passando all'attacco nell'aprile 1941 e conquistando Klisura. Il 23 aprile, con l'intervento dei tedeschi che invasero anche la Jugoslavia, la Grecia capitolò. Per la condotta delle operazioni nel periodo 26 gennaio-18 aprile 1941 gli verrà concessa la quarta Medaglia d'argento al valor militare.
Nell'estate del 1941 la Divisione "Legnano" ritornò in Italia,  per essere posta in difesa della riviera di Ponente in Liguria. Nel novembre 1942 la Germania occupò la zona sud della Francia posta sotto il governo di Vichy. La divisione venne ridislocata in Provenza, ponendo il proprio Quartier generale a Nizza, città natale di Giuseppe Garibaldi. Poco tempo dopo un incidente diplomatico portò al suo allontanamento dal comando.
Nel gennaio 1943 gli fu assegnato il comando della 223ª Divisione costiera schierata sempre in Provenza, ed egli iniziò subito un programma di addestramento in collaborazione con le forze tedesche.
All'atto dell'armistizio dell'8 settembre egli si trovava presso il suo comando, dove cercò inizialmente di resistere ai tedeschi che gli intimavano la resa, ma dovette desistere per evitare inutili spargimenti di sangue. Rifiutando di essere inquadrato nelle forze tedesche, decise successivamente di collaborare con loro e l'11 settembre, rispose all'appello del Maresciallo d'Italia Rodolfo Graziani, aderendo alla Repubblica Sociale Italiana, per assumere, il giorno 24, la Direzione dell'Assistenza Internati Italiani nella Francia meridionale.
Nel gennaio-febbraio 1944 fu nominato Comandante militare della Regione Liguria ma, per la sua intransigenza, sarà poi fatto sostituire dai tedeschi. Rimase comunque a disposizione del Ministero delle Forze Armate e dello Stato Maggiore dell'Esercito Nazionale Repubblicano di Salò svolgendo attività ispettive. A partire dal mese di aprile operò come Ispettore delle Truppe Alpine, rifiutando dapprima la nomina a Presidente del Tribunale Supremo Militare,  e nel marzo 1945 il comando della neocostituita Divisione alpina "Monte Rosa" in quanto non voleva combattere contro altri italiani.
Al termine della guerra non venne processato, ma il 12 novembre 1945 gli fu comunicata "la cancellazione dai ruoli con perdita di grado". Venne pienamente reintegrato con Decreto del Ministero Difesa-Esercito del 9 giugno 1950. Ritiratosi a vita privata fece pochissime apparizioni pubbliche, e si spense a Milano il 7 aprile 1971. La salma fu tumulata presso la tomba di famiglia nel cimitero di Bassano del Grappa. Per volontà del figlio Alberto l'Associazione Nazionale Alpini ha istituito il Premio De Cia per premiare le migliori opere letterarie di Cultura storico-militare. Tra i premiati ci sono stati: il Battaglione alpini Bassano, Emanuele Upini, Giancarlo Lenatti, Vincenzo Di Michele e Carlo Cucut,  Andrea Giannasi, Emanuele Cerutti, Marco Mondini e Paolo Montina.

### Annotazioni
1. ↑  Il battaglione viene ricostituito nel luglio del 1917 con i pochi superstiti dell'attacco al Monte Ortigara e i giovanissimi rincalzi arrivati in linea.
2. ↑  Inquadrato nel IV Corpo d'armata del generale Alberto Cavaciocchi.
3. ↑  Comandava una colonna formata dai Battaglioni alpini "Bassano", "Monte Baldo" e "Tirano".
4. ↑  Nell'ottobre del 1922 nasce il loro figlio Alberto.
5. ↑  Egli espresse notevoli critiche alla condotta delle operazioni sul fronte occidentale da parte dell'Alto Comando italiano.
6. ↑  Dapprima condotte dal generale Sebastiano Visconti Prasca, dopo l'insuccesso iniziale le operazioni belliche vennero dirette dapprima dal Sottocapo di Stato maggiore dell'Esercito e Sottosegretario di Stato alla guerra generale Ubaldo Soddu, e successivamente dal Capo di Stato Maggiore Generale Ugo Cavallero.
7. ↑  Si trattava del generale di brigata Vittorio Ruggero.
8. ↑  La deposizione di una corona al monumento all'Eroe dei due Mondi scatenò la violente protesta della autorità francesi, che chiesero la sua sostituzione.
9. ↑  Dopo aver radunato e parlato ai suoi uomini si congedò da loro invitandoli al "Saluto al Re".
10. ↑  Alberto De Cia, dopo aver intrapreso gli studi militari a Milano e Torino venne assegnato, nell'agosto del 1943, con il grado di sottotenente al Gruppo artiglieria alpina "Lanzo", di stanza a Grenoble. Catturato l'8 settembre insieme al suo Reparto, tentò di fuggire ma fu ripreso rischiando una dura condanna. Lo salvò la stima chi i tedeschi nutrivano per suo padre. Essi soprassedettero alla condanna assegnandolo al padre come ufficiale d'ordinanza.

### Fonti
1. 1 2 3  Bianchi 2012, p. 74.
2. 1 2 3 4 5 6 7 8 9 10 11 12 13 14 15 16 17 18 19 20 21 22 23  Bianchi 2012, p. 75.
3. 1 2 3 4 5  Il Nastro Azzurro n.5, settembre-ottobre 2012, p. 40.
4. ↑  Cavaciocchi, Ungari 2014, p. 57.
5. ↑  Cavaciocchi, Ungari 2014, p. 107.
6. 1 2  Cavaciocchi, Ungari 2014, p. 106.
7. 1 2  Cavaciocchi, Ungari 2014, p. 111.
8. ↑  Silvestri 2001, p. 181.
9. ↑  Silvestri 2001, p. 378.
10. ↑  Silvestri 2001, p. 382.
11. ↑  Cavaciocchi, Ungari 2014, p. 277.
12. ↑  Cavaciocchi, Ungari 2014, p. 288.
13. ↑  Cavaciocchi, Ungari 2014, p. 279.
14. ↑  Cavaciocchi, Ungari 2014, p. 287.
15. ↑  Cavaciocchi, Ungari 2014, p. 316.
16. 1 2  Cavaciocchi, Ungari 2014, p. 317.
17. ↑  Cavaciocchi, Ungari 2014, p. 322.
18. 1 2  Pignato 1994, p. 61.
19. ↑  Pignato 1994, p. 60.
20. 1 2 3 4 5 6  Bianchi 2012, p. 76.
21. ↑  Premiati Archiviato il 29 maggio 2015 in Internet Archive.
22. ↑  Vincitori
23. ↑  Gazzetta ufficiale del Regno d'Italia n.122 del 27 maggio 1936.